# Gemitus Britannorum
Il Gemitus Britannorum («Il lamento dei Britanni», in inglese "Groan of the Britons") è il nome con cui è passato alla storia l'ultimo appello con cui la popolazione della Britannia post-romana chiese aiuto a Flavio Ezio - secondo alcuni si tratterebbe invece di Egidio, magister militum di Ezio - generale dell'Impero romano d'Occidente contro gli invasori germanici. 
Datato attorno al 446, questo messaggio viene citato da Gildas nel De Excidio Britanniae e poi da Beda. 

## Storia
La petizione rimase praticamente inascoltata perché i Romani erano impegnati a contenere gli Unni. Tuttavia nel 447 Roma inviò il generale e vescovo Germano (378-448) probabilmente col compito di riorganizzare la frangia filo-imperiale nell'isola. 
Anche se pare che egli abbia guidato, con qualche successo, i Romano-Britanni contro Pitti e Scoti che facevano scorrerie dal nord, nel 449 i mercenari germani che, secondo la tradizione erano stati chiamati da Vortigern e si erano sempre più imposti nell'isola, si ribellarono e negli anni successivi il loro potere si estese a macchia d'olio a tutta la parte orientale dell'isola. 
Nei sessant'anni seguenti i britanni furono ricacciati verso la Scozia, il Galles e la Cornovaglia, sebbene molti di loro convissero assieme agli anglosassoni. Molti altri, emigrarono nel 458 in Gallia e in Spagna, rispettivamente in Bretagna e Galizia.